# ملهاق فضيلة
فضيلة ملهاق (بإضافة نقطة فوق القاف) هي أديبة وشاعرة جزائرية معاصرة.
هي باحثة وإطار سام في المجالين القانوني والحقوقي.
وعضو الهيئة العليا المستقلة لمراقبة الانتخابات. متحصلة على بكالوريا الرياضيات وبكالوريا علوم الطبيعة والحياة، وشهادات عليا وتكوينات مختلفة من الجزائر والخارج، لاسيما في مجالات القانون والديبلوماسية واللغات الأجنبية.

## بداية
بدأت الكتابة الأدبية في سن مبكرة، أين كانت تقرض الشعر وتقرأ لفطاحل الأدب العربي والعالمي وهي طفلة، لتنطلق بعد مراحلها التعليمية الأولى إلى خوض تجربة الكتابة في مجال القصة والرواية والنصوص المسرحية في إطار النشاطات المدرسية، وبعدها باشرت التأليف في المجالين القانوني والأدبي. لها مؤلفات قانونية، منها كتاب حول «وقاية النظام البنكي الجزائري من تبييض الأموال» الذي يعد من المراجع القليلة في الجزائر التي تطرقت مؤخرا لمسألة الوقاية، خلاقا لكثرة المراجع حول المكافحة من ظاهرة تبييض الأموال، كما لها عدة مؤلفات أدبية تتراوح بين النزعة الاجتماعية الجانحة إلى التوعية والتشخيص والوصف الدقيق للعلاقات الإنسانية والعواطف.

## مساهمات
تناولت عدة مواقع إعلامية بعض ما جاء في مجموعتها القصصية «الطباشير» الصادرة سنة 2010 التي وصفت إعلاميا بكونها «رصد للواقع بعيون شاهدة جريئة»، وهو ما لم تحد عنه في باقي كتاباتها الشعرية أو النثرية، على غرار مجموعاتها الشعرية «رائحة البرميل..» و«امقورش في الجامعة»، و«الفيفا تستحم في الجزيرة»، و«المذبوحة والمسلوخة والمقطعة..شارلي مفرقعة» التي تنطق بلسان حال واقعنا العربي المعاصر بتخمراته وخلفياته المتراكمة، وتفتح نافذة على بعض هواجس المواطن العربي عموما والجزائري على وجه الخصوص، بنفس إبداعي جديد وحضور مميز.
تعد روايتها «ذاكرة هجرتها الألوان» التي صدرت مؤخرا عن المؤسسة الوطنية للفنون المطبعية إثراء لمجال البحث وكتابة التاريخ. فقد تعمّقت في تشخيص مراحل مختلفة من تاريخ الجزائر، لاسيما ما سُمِّي بالعشرية السوداء، بنَفس أدبي مميّز ومتجدّد. كما أنها تستفرغ الكثير من مكامن الإنسان التي يصعب البوح بها في علاقته بالآخر من رغبات وهواجس وتخمّرات، لاسيما في علاقة الرجل بالمرأة، ورواسب ارتهانها لإملاءات الخوف من الظاهر، تارة، ومن بعابع الدّواخل، تارة أخرى.

## من اعمالها

### المجال الأدبي
1. الطباشير
2. امقورش في الجامعة[4]
3. سبورة افلاطون
4. قهوة باردة
5. مارد من عصر الحجر
6. المسلوخة والمذبوحة..والمقطعة
7. شارلي مفرقعة
8. رائحة البرميل[4]
9. حزنك أكبر منك ومني
10. قررت أن أجلس القرفصاء
11. ذاكرة هجرتها الألوان
12. رميم (رواية) -2019 [5][6][7]

### المجال العلمي
1. حماية الملكية الفكرية من القرصنة على الإنترنت (باللغة الفرنسية)
2. دور التفاوض في إدارة الأزمات الدولية
3. وقاية النظام البنكي الجزائري من تبييض الأموال (دراسة في ضوء القوانين والأنظمة سارية المفعول)[8]
4. مقالات قانونية منشورة في مجلات متخصصة.